# Devianza (statistica descrittiva)
In statistica la devianza, o somma dei quadrati degli scarti dalla media, è un indice di dispersione dei dati. È anche chiamata somma dei quadrati, dall'inglese sum of squares.
La sua espressione (se si fa riferimento ad una popolazione) è data da:
{\displaystyle SS=\sum _{i=1}^{n}(x_{i}-\mu )^{2}}
dove {\displaystyle \mu } è la media dei dati. La devianza perciò è un indice di dispersione, tuttavia, tende ad aumentare con la numerosità del campione, perciò, per ottenere un indice stabile, occorre dividerla per la numerosità campionaria. In questa maniera si ottiene la varianza campionaria .
Per questa ragione la devianza viene raramente usata come indicatore, quanto piuttosto come quantità propedeutica a calcoli ulteriori. Può essere scomposta in due quantità che si sommano, in base a un secondo fattore o modello (vedi Scomposizione della devianza). Questa proprietà è utilizzata per l'analisi della varianza e per il calcolo del coefficiente di determinazione.